# Бадибанга, Бени
Бени Бадибанга Диата (фр. Béni Badibanga Diata; род. 19 февраля 1996, ДР Конго) — бельгийский футболист конголезского происхождения, вингер клуба «Фордж».

## Клубная карьера
Бадибанга — воспитанник клуба «Стандард». 25 июля 2015 года в матче против «Кортрейка» он дебютировал в Жюпиле лиге. 27 декабря в поединке против «Мускрон-Перювельз» Бени забил свой первый гол за «Стандард».
В начале 2017 года Бадибанга был арендован нидерландской «Родой». 17 февраля в матче против «Гоу Эхед Иглз» он дебютировал в Эредивизи.
В начале 2018 года Бадибанга на правах аренды перешёл в «Льерс». 3 февраля в матче против «Вестерло» он дебютировал во Втором дивизионе Бельгии. Летом 2018 года Бадибанга перешёл в «Васланд-Беверен». 28 июля в матче против «Зюлте-Варегем» он дебютировал за новый клуб. 10 августа в поединке против «Эйпена» Бени забил свой первый гол за «Васланд-Беверен».
27 июля 2023 года Бадибанга подписал контракт с клубом Канадской премьер-лиги «Фордж». Дебютировал за «Фордж» он 4 августа в матче против «Кавалри», выйдя на замену во втором тайме вместо Вубенса Пасиуса. 19 августа в матче против «Галифакс Уондерерс» он забил свой первый гол за «Фордж». По итогам сезона 2023 Бадибанга был включён в символическую сборную Канадской премьер-лиги.

## Достижения
Командные
«Стандард»
- Обладатель Кубка Бельгии: 2015/16

«Фордж»
- Чемпион Канадской премьер-лиги: 2023

Личные
- Член символической сборной Канадской премьер-лиги: 2023